# Jacksonville Road Bridge
Pour les articles homonymes, voir Jacksonville.
Le Jacksonville Road Bridge est un pont à poutres dans le comté de Tuolumne, en Californie, dans le sud-ouest des États-Unis. Ce pont routier livré en 1970 permet le franchissement du lac Don Pedro par la Jacksonville Road.